# Église de la Sainte-Croix de Tampere
L'église de la Sainte-Croix (en finnois : Pyhän Ristin kirkko) est une église catholique située dans les quartiers Amuri de Tampere en Finlande.

## Présentation
Une paroisse catholique est établie à Tampere le 3 septembre 1957, elle aura sa propre église le 22 novembre 1969, date de la consécration de l'église de la Sainte-Croix.
L'église est située à l'intérieur d'un immeuble d'habitation ordinaire de sorte qu'il est difficile de voir de l'extérieur l'espace de l'église. 
L'œuvre d'art sur l'autel se compose de trois œuvres en batik qui représentent une croix et cinq roses, symbolisant les blessures de Jésus. À droite se trouve la Pietà.
Quatre peintures sur le mur du fond de l'église représentent la terre, l'air, le feu et l'eau.
L'église a des vitraux et les étapes du chemin de croix sont représentées par des sculptures.
L'église est très internationale, avec des membres de 50 nationalités différentes. 
Il y a 1 300 membres, dont environ 800 à Tampere et ses environs. 
Le territoire de la paroisse couvre une grande superficie, au sud il s'étend jusqu'à Hämeenlinna et au nord jusqu'à Kokkola. 
Il comprend l'Ostrobotnie du Sud et l'Ostrobotnie centrale de Seinäjoki à la région côtière.